# Увачан, Василий Николаевич
Васи́лий Никола́евич Увача́н (12 [25] декабря 1917, Забайкальская область — 7 августа 1988, Москва) — советский историк, государственный и партийный деятель. Первый секретарь Эвенкийского окружного комитета КПСС (1948—1951; 1961—1976). Доктор исторических наук, профессор.

## Биография
Родился 12 (25) декабря 1917 года в стойбище Кресты на Нижней Тунгуске (ныне Катангский район Иркутской области) в семье эвенков-охотников Николая Ивановича Юрьева и Татьяны Анисимовны Увачан. Несмотря на это свой день рождения отмечал 10 декабря в День Эвенкии.
С отличием окончил семилетнюю Ербогачёнскую школу Увачан. Во время учёбы интересовался бытом, историей, традициями, фольклором и этнографией малых народов Севера.
В 1934—1935 годах заведовал отделом в катангском районном комитете комсомола (Восточно-Сибирский край). В 1935—1937 гг. учился в Институте народов Севера, в 1940—1941 гг. — в Высшей партийной школе при ЦК ВКП(б). В 1940 г. вступил в ВКП(б).
С 1941 года — на партийной работе: лектор Красноярского краевого, Эвенкийского окружного комитетов ВКП(б); в 1942—1946 гг. — секретарь Эвенкийского окружного комитета ВКП(б) по пропаганде и агитации. Во время Великой Отечественной войны занимался решением проблем жителей крайнего севера (охотников и оленеводов), включая создание сети культурно-просветительских учреждений и средних школ. Выступал с лекциями и занимался политической учёбой, а также организовывал социалистические соревнования среди колхозников.
В 1946—1948 годах учился в Высшей партийной школе при ЦК ВКП(б), окончив её с отличием.
В 1948—1951, а также в 1961—1976 годах — 1-й секретарь Эвенкийского окружного комитета ВКП(б) / КПСС. Постоянно оказывал содействие геологическим экспедициям и тесно работал вместе с группой геологов приезжавших на изыскание месторождений исландского шпата и цветных металлов.
В 1954 году окончил аспирантуру Академии общественных наук при ЦК ВКП(б).
В 1954—1956 годах на преподавательской работе в Новосибирской высшей партийной школе.
В 1956—1961 годах — доцент кафедры марксизма-ленинизма Сибирского технологического института.
С 8 апреля 1966 по 23 февраля 1981 г. был членом Центральной ревизионной комиссии КПСС (избирался на XXIII, XXIV и XXV съездах КПСС).
С 1974 года — член комитета Парламентской группы СССР.
С 1976 года — советник при Совете Министров РСФСР по национальным вопросам.
Избирался депутатом Верховного Совета СССР (член Совета Национальностей от Эвенкийского национального округа) 3-го (1950—1954), 6-го (1962—1966), 7-го (1966—1970), 8-го (1970—1974) и 9-го (1974—1979) созывов.
7 августа 1988 года Василий Николаевич Увачан скончался и был похоронен на Кунцевском кладбище.

### Семья
- Супруга — Анастасия Лаврентьевна
- Приемный сын — Юрий Васильевич Увачан
- Брат — Лазарь Николаевич Увачан
- Племянник — Владимир Васильевич Увачан, первый секретарь Эвенкийского окружного комитета КПСС (1986—1991)

## Научная деятельность
Партийную и государственную деятельность Василий Николаевич Увачан сочетал с научной работой, являясь автором трудов по истории народов Севера и вопросам национальной политики и национальных отношений в СССР. В 1954 г. защитил диссертацию на соискание учёной степени кандидата исторических наук по теме «Социалистический путь развития народов Советского Крайнего Севера». В 1974 году защитил диссертацию на соискание учёной степени доктора исторических наук по теме «Социализм и народы Севера». В 1974 году присвоено учёное звание профессора. Автор более 120 научных работ. В 1979 году он получил звание «Заслуженный деятель науки РСФСР».

### Избранные труды
- Увачан В. Н. Великое братство народов / Краснояр. краев. организация о-ва «Знание». — Красноярск, 1972. — 72 с. — 2000 экз.
- Увачан В. Н. Годы, равные векам : (Стр-во социализма на Сов. Севере). — М.: Мысль, 1984. — 357 с. — 5000 экз.
- Увачан В. Н. К социализму, минуя капитализм : (Претворение в жизнь ленинского учения о некапиталистич. пути развития народов). — Красноярск: Красноярское книжное издательство, 1960. — 52 с. — 2000 экз.
- Увачан В. Н. В. И. Ленин и малые народности Севера. — Красноярск: Красноярское книжное издательство, 1963. — 38 с. — 2000 экз.
- Увачан В. Н. Народы Севера в условиях развитого социализма. — Красноярск: Красноярское книжное издательство, 1977. — 128 с. — 2000 экз.
- Увачан В. Н. Переход к социализму малых народов Севера : (По материалам Эвенкийского и Таймырского нац. округов). — М.: Госполитиздат, 1958. — 184 с. — 5000 экз.
- Увачан В. Н. Путь народов Севера к социализму : Опыт соц. стр-ва на Енисейском Севере : (Ист. очерк). — М.: Мысль, 1971. — 391 с. — 8500 экз.
- Увачан В. Н. Торжество ленинской национальной политики Коммунистической партии Советского Союза. — Красноярск, 1959. — 30 с. — 1500 экз.

## Награды и звания
- орден Ленина[1][2]
- орден Октябрьской Революции[1][2]
- два ордена Трудового Красного Знамени (1971)[1][2]
- Орден Дружбы народов (1972)
- Заслуженный деятель науки РСФСР[1]
- две золотые медали ВДНХ[1]
- медаль «За оборону Москвы»
- медаль «За доблестный труд в Великой Отечественной войне»
- медаль С. И. Вавилова Всесоюзного общества «Знание» — за большие заслуги в коммунистическом воспитании трудящихся
- Почётный житель Эвенкийского автономного округа (1998, посмертно)[1]

## Память
- В районном центре Эвенкии в 2016 году открыт мемориальный знак первому эвенкийскому ученому Василию Николаевичу Увачану. Как гласит надпись на мемориальной доске, именно в этом здании (бывший окружком КПСС, ныне МСУ п. Тура) «с 1951 по 1975 годы работал первый эвенкийский ученый, доктор исторических наук, профессор, кавалер Ордена Ленина, Ордена Октябрьской Революции, Орденов Трудового Красного знамени Василий Николаевич Увачан».
- В районном центре Эвенкии 21 сентября 2017 года открыт памятный бюст Василию Николаевичу Увачану. Скульптор Константин Зинич.
- Учреждены 5 стипендий имени доктора исторических наук В. Н. Увачана представителям коренных малочисленных народов Севера Красноярского края за выдающиеся результаты в интеллектуальной, творческой и спортивной сферах

## Интересные факты
- В Эвенкии Василия Николаевича Увачана часто называют «Большой Увачан»[11].

## Оценки личности
В. Г. Салаткин отмечал: 
При нём Эвенкия расцвела. Человек большой эрудиции в различных областях знаний (отлично знал диалекты эвенкийского языка, владел якутским языком, хорошо английским), он уделял много внимания развитию образования, здравоохранения, культуры Эвенкийского автономного округа. В 1970 году была построена и открыта Туринская средняя школа-интернат. Начинали печататься и поступать в школы первые учебники на эвенкийском языке. Проектировалась и готовилась к строительству Туринская окружная больница. 